# Margaret Wertheim
Margaret Wertheim (Brisbane, Australia, 20 de agosto de 1958) es una escritora de divulgación científica australiana que ha escrito diferentes publicaciones sobre la historia cultural de la física. Ella y su hermana gemela, Christine Wertheim, residen actualmente en Los Ángeles, California donde fundaron y continúan trabajando en el Instituto para Representar (IFF, por sus siglas en inglés), el cual es una organización sin ánimo de lucro que concentra su lucha en el proyecto Crochet Coral Reef. Este empezó como respuesta a las habilidades artísticas de Daina Taimina, una matemática universitaria. Wertheim, también ha creado una serie de exposiciones artísticas sobre las temáticas de ciencia y arte que están siendo exhibidas alrededor del mundo. Por estas, ha conseguido ganar una serie de premios. En el 2016 se le otorgó el premio conmemorativo Klopsteg de la Asociación Estadounidense de Profesores de Física además de la Medalla Scientia (2017) de Australia por su trabajo sobre la ciencia pública.

## Educación e investigación
Una de sus investigaciones la asocia estrechamente al Museo Natural Americano de historia Natural localizado en Nueva York, socio del Instituto de Los Ángeles para las Humanidades.  Además de tener un doctorado en la Universidad de Deakin. La educación anterior de Wertheim incluye dos grados universitarios. El primero es un Grado de ciencia en Física Pura y Aplicada en la Universidad de Queensland, y el segundo, un  grado especializado en Matemática Pura y programación en la Universidad de Sydney. Es indispensable destacar que Wertheim también fue socia del Descubrimiento Anterior (2012-2013) en la Universidad de California Del Sur, así como la socio de otro tipo de descubrimentos (2015) en la Universidad de Melbourne.

## Trabajo
Wertheim es la autora de seis libros, incluyendo una trilogía que en conjunto se considera una de las funciones  indispensables de la física teórica, en el paisaje cultural de sociedad  moderna. El primero, Los pantalones de Pitágoras, es una historia de las relaciones físicas, religiosas, y relaciones de género. El segundo, The Pearly Gates of Cyberspace, con una serie de gráficos de la historia sobre el pensamiento científico espacial de Dante aplicado al Internet. Por último, tercer libro en esta serie, Física en el Fleco, analiza en el mundo idiosincrático de los «físicos forasteros» como Jim Carter. Que son personas con pequeños o nulos conocimientos previos sobre ciencia   quiénes desarrollan sus teorías alternativas propias del universo.
Como periodista, Wertheim ha escrito para numerosos diarios como el New York Times, Los Angeles Times, The Washington Post, The Guardian, New Cinentisit, Technology and Culture, The Daily Telegraph (Londres), Die Zeit (Alemania), Glamour, además de  ser una editora de la revista Cabinet, que se centra en las artes internacionales y la cultura mundial publicada de una manera trimestral. Desde el 2001 hasta el 2005,  escribió la «columna de ciencia» para LA Weekly, papel de hermana a la Voz de Pueblo y es ahora una escritora regular para Aeon.  Posteriormente en el año 2006, se le otorgó el premio de periodismo desde el American Institute of Biological Sciences y, en 2004,  fue la periodista invitada de la  Fundación de Ciencia Nacional  para poder conocer la Antártida. Durante diez años en su país natal escribió columnas regularmente sobre ciencia y tecnología para revistas cómo Vogue Australia y Elle Australia - de hecho es la única persona en el mundo que ha tenido esta posición.  Su trabajo ha sido incluido en La mejor escritura americana 2003, otorgado por Oliver Sacos; The Bragg UNSW Press Prize for Science Writing  2015, 2016, 2018 (Newsouth Prensa); además de la Escritura Mejor en Matemáticas 2018 (Princeton University Press). En 2016  fue reconocida con el premio de Klopsteg Memorial Award por su eficacia comunicadora por la Asociación Americana de Profesores de Física. De hecho fue la primera mujer en obtener este reconocimiento en 10 años. Por último en 2017  ganó la  Scientia Medalla australiana, otorgada por la Universidad de Nueva Gales del Sur.
Es importante destacar que Wertheim ha realizado diez documentales televisivos, así como ha creado y codirigido una serie galardonada denominada Catalyst. Esta fue creada para una audiencia adolescente. Además de estos proyectos ha  producido varios cortometrajes, escritos y también ha dirigido un programa interactivo sobre la salud pública canadiense   Es importante destacar que ha contribuido al PBS o el programa de religión y ética como reportera y en el Canadian Broadcasting Corporation  sobre los asuntos actuales semanales de la empresa.

## Instituto para representar

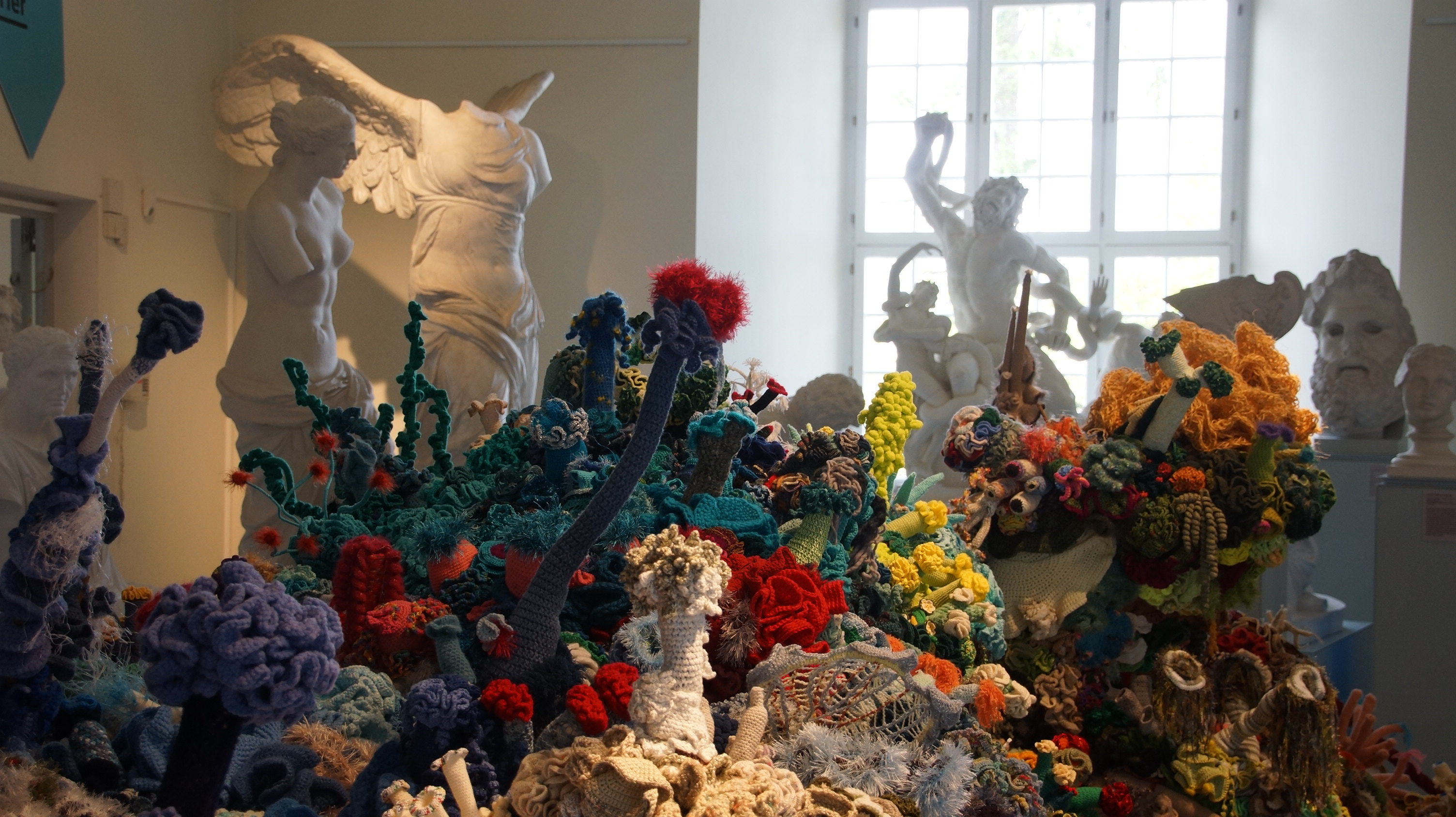
El Föhr Reef exhibido como parte del Crochet Coral Reef por Margaret y Christine Wertheim además del el Instituto Para Representar en Tübingen (Alemania) en 2013.

En 2003, Wertheim y su hermana gemela Christine, miembro de facultad del Departamento de Estudios Críticos en CalArts, fundaron el Instituto Para Representar. Una organización establecida en Los Ángeles, que promueve las dimensiones poéticas y estéticas de las ciencias y las matemáticas. El IFF propone que las personas interaccionan directamente vía concreto contacto con las ideas matemáticas y científicas, no sencillamente con fórmulas y ecuaciones abstractas. El IFF es una organización sin ánimo de lucro que generó el proyecto Crochet Coral Reef, el cual empezó como una respuesta a las capacidades de Dr. Daina Taimina, un doctor en matemáticas
A través de su trabajo con el IFF, las gemelas Wertheim  han creado diversas exposiciones con temas científicos y matemáticos en algunas galerías de arte y museos de ciencia alrededor del mundo. Entre estos, se incluyen el Andy Warhol Museum en Pittsburgh, el Santa Monica Museum of Art, el Center College of Design  en Pasadena, Machine Project  y el Museum of Jurassic Technology en Los Ángeles, la Science Gallery  en la Universidad  Trinity College en Dublín, el Museum of Arts and Design y por último el Cooper Hewitt en Nueva York.

## El proyecto Crochet Coral Reef
El IFF más conocido como el proyecto Crochet Coral Reef , fue encabezado por las gemelas  Wertheim. Por un lado Margaret fue otorgada con el puesto de director de proyecto, por otro lado la coordinadora estética fue Christine. Creando instalaciones gigantes que representaban diversos arrecifes de coral vivientes, el proyecto residió en la intersección de matemáticas, ciencia, manualidades, ecologismo además de la práctica de arte comunitario. Tiene como objetivo enseñar a las audiencias el concepto de geometría no euclidiana, mientras también mantiene el objetivo de concienciación alrededor del  cambio climático mostrando la reducción considerable de arrecifes debido a este problema. 

Casi al finalizar el año 2018, más de 10,000 personas de Nueva York, Londres, Riga y Abu Dhabi habían contribuido de alguna manera con las piezas del proyecto. De hecho esta exposición tuvo lugar en más de cuarenta ciudades y países. Más de dos millones de individuos han sido capaces de ver estos espectáculos. Wertheim estuvo invitada para hablar en una charla Ted en febrero de 2009 para hablar su hiperbólico Crochet proyecto de Arrecife de coral. La charla ha sido transcrita a 22 lenguas diferentes y ha superado 1.3 millones de vistas en el Ted sitio web.
El Arrecife Tóxico es también la creación de las mellizas Wertheim. Fue generado con bolsas de plástico,  botellas de agua y cintas de video, como representación de  La isla de la basura, un gigantesca acumulación de plástico en el océano Pacífico.

## Proyecto de esponja: Mosley Snowflake
Trabajando con Jeannine Mosely, una ingeniera informática además de artista de Origami, Wertheim educó a personas con respecto a los conceptos geométricos. Por esta razón planteó un proyecto que implicó la construcción de un fractal, una estructura geométrica, enorme por la que utilizó 48,912 tarjetas de crédito.Los alumnos de instituto, profesores, bibliotecarios, artistas locales, y centenares de alumnos universitarios de diferentes ámbitos, como bellas artes, psicología, cine o ingeniería  participaron  más de 3,000 horas trabajando para completar su construcción, sin el uso de cualquier tipo de adhesivos.Se exhibió en la Universidad de California Del Sur   el completado gigante fractal, se denominó el Mosley Snowflake, actualmente está abierto para el público.

## Premios y Honorificaciones
- Escritura de Ciencia americana mejor (2003)
- Theo Westenberger Premio  (2011)
- Socio de descubrimiento en la Universidad de California Del sur (2012-2013)
- Escritura de Ciencia australiana mejor (2014, 2016, 2018)
- El socio de Canciller de vicio en la Universidad de Melbourne (2015)
- Premio de HACHAS (2016)
- Klopstep Premio conmemorativo (2016)
- Scientia Medalla  (2017)
- Más Escribiendo sobre Matemáticas (2018)
- Instituto americano de Periodismo de Impresión de Ciencias Biológico Premio
- Fundación de Warhol del Andy Grant

## Libros
- Pythagoras' Pantalones: Dios, Física, y las Guerras de Género (1995)
- El Pearly Puertas de Ciberespacio: Una Historia de Espacial de Dante al Internet (1999)
- Una Guía de Campo a Espacio Hiperbólico (2005)
- Una Guía de Campo a la Tarjeta Empresarial Menger Esponja (2006)
- Física en el Fleco: Anillos de Humo, Circlons y Teorías Alternativas de Todo (2011)
- Una Guía Alternativa al Universo: Inconformistas, Outsiders, Visionaries. La exposición cataloga, de Hayward espectáculo de Galería del mismo nombre, editado por Ralph Rugoff. (2013)
- Crochet Arrecife de coral con Christine Wertheim (2015)